# IC 2952
IC 2952 је спирална галаксија у сазвјежђу Велики медвјед која се налази на листи објеката дубоког неба у Индекс каталогу.
Деклинација објекта је + 33° 21' 4" а ректасцензија 11h 44m 17,1s. Привидна величина (магнитуда) објекта IC 2952 износи 14,9 а фотографска магнитуда 15,7. IC 2952 је још познат и под ознакама MCG 6-26-24, CGCG 186-31, KUG 1141+336, ARAK 315, PGC 36508.